# Limopsis tenisoni
Limopsis tenisoni is een tweekleppigensoort uit de familie van de Limopsidae. De wetenschappelijke naam van de soort is voor het eerst geldig gepubliceerd in 1878 door Tenison-Woods.